# Adelphotectonica nomotoi
Adelphotectonica nomotoi is een slakkensoort uit de familie van de Architectonicidae. De wetenschappelijke naam van de soort is voor het eerst geldig gepubliceerd in 1979 door Kosuge.